# Heinrich Joseph Floss
Heinrich Joseph Floss (Wormersdorf (Rheinbach), 29 juli 1819 – Bonn, 4 mei 1881) was een Duits Rooms-katholiek theoloog en kerkhistoricus.

## Biografie
Heinrich Joseph Floss volgde een gymnasiumopleiding in Bad Münstereifel. Vervolgens ging hij theologie en geschiedenis studeren aan de Universiteit van Bonn. Op 27 augustus 1841 werd hij doctor in de filosofie en op 25 september 1842 werd hij tot priester gewijd. Hierna werd hij kapelaan in Düsseldorf-Bilk. Na een studiereis naar Rome werd Floss in 1846 tot repetitor in Bonn benoemd. Op 6 november 1847 daar ook tot privaatdocent Kerkgeschiedenis. De Akademische Lehranstalt in Königliche Theologische und Philosophische Akademie in Münster benoemde Heinrich Floss op 15 maart 1847 tot doctor in de theologie. Op 14 maart 1854 werd Floss buitengewoon hoogleraar Kerkgeschiedenis en op 9 oktober 1858 gewoon hoogleraar moraaltheologie en Kerkgeschiedenis.

## Publicaties (selectie)
- De animorum immortalitate (Keulen, 1842)
- Ein Festgedicht des Johannes Scotus an Karl den Kahlen. (Bonn)
- Kurzer Bericht über eine bisher ungedruckte fränkische Diöcesansynodenordnung aus dem neunten Jahrhunderte
- Geschichtliche Nachrichten über die Aachener Heiligthümer (Bonn, 1855)
- Denkschrift über die Parität an der Universität Bonn mit einem Hinblick auf Breslau und die übrigen preußischen Hochschulen. Ein Beitrag zur Geschichte deutscher Universitäten im 19. Jahrhundert (Freiburg, 1862)